# Krzysztof Mikołaj Dorohostajski
Krzysztof Mikołaj Dorohostajski herbu Leliwa (ur. 2 marca 1562, zm. 3 sierpnia 1615 we Wrocławiu) – marszałek wielki litewski w 1597 roku, marszałek dworski litewski w 1596 roku, podczaszy litewski w 1592 roku, krajczy litewski w 1590 roku, stolnik litewski w 1588 roku, starosta wołkowyski w 1582 roku, poeta, pisarz hippologiczny i ekonomiczny.
Właściciel m.in. Błotkowa (k. Terespola), m. Taboryszki, zwane niegdyś Merecz, pow. wileński.

## Działalność polityczna
Pochodził z rodziny litewskiej, wywodzącej się od Moniwida (dlatego używali przydomka Moniwid, Monwid). Jego ojcem był Mikołaj Dorohostajski (wojewoda połocki od 1576, zm. 1597), matką Anna Wojnianka. Wychowany w duchu kalwińskim przez ojca, po latach nauki w domu, udał się na studia do gimnazjum Jana Sturma w Strasbourgu i do katolickiego Fryburga, gdzie 16 grudnia roku 1575 wpisał się na tamtejszy uniwersytet. Wkrótce potem wojował w hiszpańskich Niderlandach po stronie cesarskiej, za co uhonorowano go tytułem barona. Z Niderlandów podążył do Włoch: przebywał w Wenecji, Ferrarze, Bolonii i najdłużej w Neapolu, gdzie zetknął się ze znakomitymi hodowcami koni i nauczycielami jazdy konnej. Po powrocie do kraju brał udział w walkach Stefana Batorego z Moskwą. 29 września 1580 r. w ramach odzyskiwania Inflant, zdobył on fortecę Newel. W roku 1588 został stolnikiem litewskim, w 1590 krojczym litewskim, a w 1592 podczaszym. W 1589 roku był sygnatariuszem ratyfikacji traktatu bytomsko-będzińskiego na sejmie pacyfikacyjnym. Deputat na Trybunał Główny Koronny z województwa wołyńskiego w 1593 roku.
Popierał habsburską politykę Zygmunta III i na sejmie inkwizycyjnym znalazł się w nielicznym stronnictwie króla. W roku 1596 był marszałkiem izby poselskiej, a w 1597 otrzymał godność marszałka wielkiego litewskiego. Był wybrany prowizorem przez protestancko-prawosławną konfederację wileńską w 1599 roku. W 1600 za udział w wojnie w Niderlandach otrzymał od cesarza tytuł barona Świętego Cesarstwa Rzymskiego. Odznaczył się w wojnie polsko-szwedzkiej 1600–1611, obwarowując szereg miast inflanckich i osobiście biorąc udział w walce. W bitwie pod Kokenhuzą w 1601 roku dowodził prawym skrzydłem i w znacznym stopniu przyczynił się do zwycięstwa. Walczył także w wojnie polsko-rosyjskiej 1609–1618. W 1603 roku wydał w Krakowie dzieło Hippica, to jest o koniach księgi, które zawierało podstawy polskiej szkoły jazdy konnej.
W Oszmianie Murowanej istniał obszerny dwór murowany, w którym Krzysztof Dorohostajski, założył w XVII wieku drukarnię i wytłoczył w niej dzieło swoje o koniach pt. Hippika.

## Działalność kościelna
Był gorliwym kalwinistą i ufundował zbory tego wyznania w Głębokiem, Pietuchowie na Litwie oraz Dorohostajach na Wołyniu. Ponadto w Głębokiem znajdował się murowany zbór kalwiński fundacji jego rodziców, gdzie znajdowało się mauzoleum rodzinne i gdzie został sam pochowany razem z pierwszą żoną.

## Twórczość literacka
- Hippica, to jest o koniach księgi, Kraków 1603, drukarnia A. Piotrkowczyk, wyd. następne: Poznań 1620, Kraków 1647, Kraków 1700, Kraków ok. 1730; wyd. K.J. Turowski, Kraków 1861, Biblioteka Polska, zeszyt 38-41 (dzieło opracowane częściowo na podstawie prac autorów włoskich)
- Porządek, według którego aby się małżonka moja i czeladź przy niej będąca sprawowała, fragment wyd. W.A. Maciejowski Piśmiennictwo polskie, t. 3, dodatek, Warszawa 1852, s. 277-283 (rękopis znajdował się prawdopodobnie w Bibliotece w Sieniawie)

## Stosunki rodzinne
Był synem Mikołaja Dorohostajskiego (zm. 1597) wojewody połockiego i jego żony Anny Woynianki. Piotr Dorohostajski kasztelan miński i wojewoda mścisławski był jego bratem.
Dwukrotnie żonaty z kalwinistkami. Jego pierwszą żoną była poślubiona w 1590 roku Zofia Chodkiewiczówna (zm. 1596), siostra hetmana Jana Karola Chodkiewicza, kasztelanka wileńska. Znana była ze swojej piękności i pomimo namów ks. Piotra Skargi nie przeszła na katolicyzm.
Jego drugą żoną była poślubiona w 1597 roku Zofia Radziwiłłówna (zm. 1614), również wielka piękność. Drugie małżeństwo było wyraźnie nieudane i mąż przyłapał żonę na zdradzie, co odbiło się szerokim echem w ówczesnej Rzeczypospolitej.
Z tego drugiego związku urodził się jedyny syn Krzysztofa, Władysław Dorohostajski (1611-1638) cześnik wielki koronny, dziedzic majętności ojca i opiekun zborów kalwińskich na Litwie i Wołyniu.
Zaraz po śmierci drugiej żony poślubił Aleksandrę Wereszczakównę.